# 朱聿鍔
朱聿鍔（？—1659年）是隆武帝朱聿鍵、唐愍王朱聿鏼、紹武帝朱聿𨮁之弟、朱器墭之子，隆武二年十一月襲封为「唐王」。
廣州淪陷，王遷于文村與兩廣總督連城璧一道抗清。
永曆十三年八月，清兵圍文村，朱聿鍔服毒自盡殉國，因為無兒子，所以唐藩國被撤除。
| 前任者： 兄朱聿𨮁 | 明唐國國王 1646年－1659年 | 封國撤除 原因：無子 |